# Amfitheater van Pozzuoli

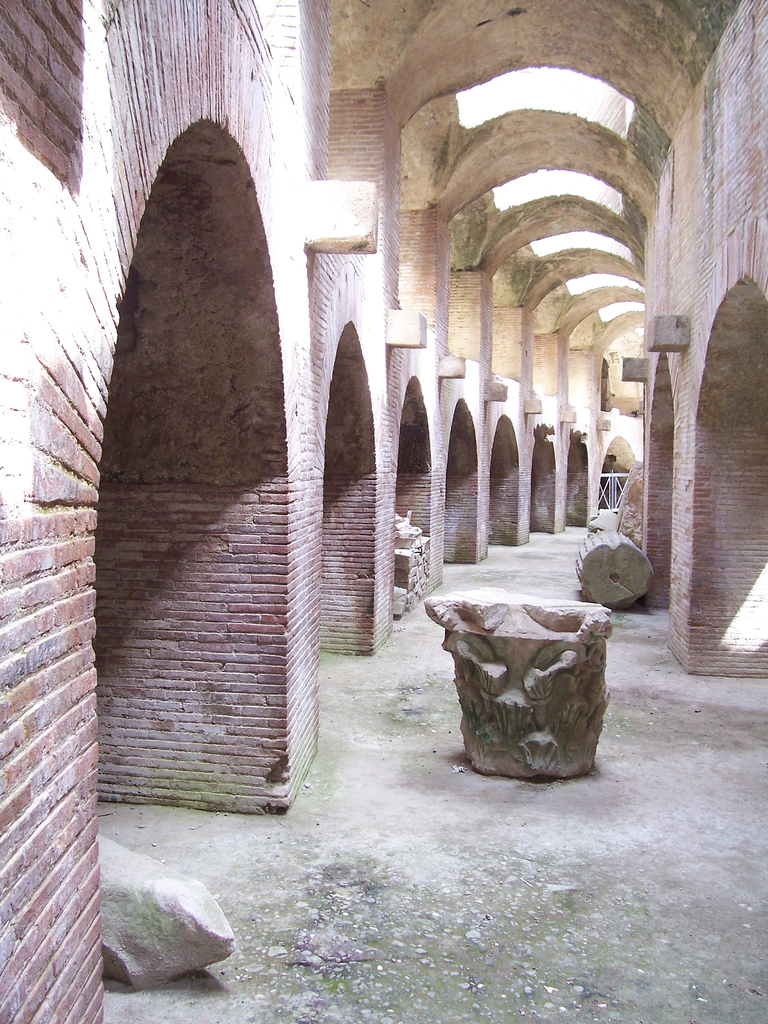
Onder de arena

Het Amfitheater van Pozzuoli ook bekend als het Flavische Amfitheater is een Romeins amfitheater in de Italiaanse plaats Pozzuoli.

## Geschiedenis
Het Flavische amfitheater werd in de 1e eeuw n.Chr. gebouwd ter vervanging van een ouder en kleiner amfitheater dat elders in de stad stond. Het werd gebouwd onder de Flavische keizers Vespasianus en Titus en was daarom mogelijk ontworpen door de architecten die ook verantwoordelijk waren voor het Colosseum in Rome. Het was destijds qua grootte het derde amfitheater van het Italische schiereiland na het Colosseum en het Amfitheater van Capua.
In het jaar 305 werden in dit amfitheater de heiligen Proculus en Januarius geëxecuteerd door ze voor de leeuwen te gooien.
Het amfitheater werd niet meer gebruikt nadat het gedeeltelijk begraven raakte onder uitbarstingen van de nabij gelegen vulkaan Solfatara. In de middeleeuwen verwijderden de lokale burgers vrijwel al het marmer van de ruïne, maar het gebouw zelf bleef wel bewaard. In de arena werd destijds wijn verbouwd. Het amfitheater werd vrijwel geheel blootgelegd bij archeologische opgravingen tussen 1839 en 1845, tussen 1880 en 1882 en in 1947.

## Het gebouw
Het theater heeft de gebruikelijke elliptische vorm en is 147 bij 117 meter groot. De arena heeft een afmeting van 72.22 bij 42.33 meter. De bakstenen constructie was oorspronkelijk aan de buitenzijde bekleed met marmeren platen. Op de tribunes was plaats voor ongeveer 20.000 toeschouwers. Het werd gebouwd bij de kruising van de wegen naar Napels, Capua en Cumae.

## Het oude amfitheater
Het oudere amfitheater, lokaal bekend als het Anfiteatro minore, stond op een andere plaats in de stad. Het was kleiner en had afmetingen van 130 bij 95 meter. Ook dit amfitheater was redelijk goed bewaard gebleven, maar de restanten werden bijna volledig verwoest bij de aanleg van de spoorlijn van Rome naar Napels. Tegenwoordig resteren alleen nog een aantal arcaden. Het amfitheater staat bloot aan de risico's van vulkaanuitbarstingen en aardbevingen die zich in de regio voordoen.